# بانامالیکاتی
بانامالیکاتی (به لاتین: Banamalikati) یک روستا در بنگلادش است که در استان باریسال و در ناحیه پیروج‌پور واقع شده است.